# Laura-Georgeta Ilie
Laura-Georgeta Ilie (también conocida por su nombre de casada Laura-Georgeta Coman; Bucarest, 30 de abril de 1993) es una deportista rumana que compite en tiro, en la modalidad de rifle.
En los Juegos Europeos de Minsk 2019 consiguió una medalla de oro en la prueba de rifle 10 m. Ganó tres medallas de oro en el Campeonato Europeo de Tiro entre los años 2019 y 2025.

## Palmarés internacional
| Juegos Europeos    | Juegos Europeos     | Juegos Europeos | Juegos Europeos |
| Año                | Lugar               | Medalla         | Prueba          |
| ------------------ | ------------------- | --------------- | --------------- |
| 2019               | Minsk (Bielorrusia) | Medalla de oro  | Rifle 10 m      |
| Campeonato Europeo |                     |                 |                 |
| Año                | Lugar               | Medalla         | Prueba          |
| 2019               | Osijek (Croacia)    | Medalla de oro  | Rifle 10 m      |
| 2020               | Breslavia (Polonia) | Medalla de oro  | Rifle 10 m      |
| 2025               | Osijek (Croacia)    | Medalla de oro  | Rifle 10 m      |